# Michael Batiste
Michael James „Mike” Batiste (ur. 21 listopada 1977 w Long Beach) – amerykański koszykarz występujący na pozycjach silnego skrzydłowego oraz środkowego, trzykrotny mistrz Euroligi, po zakończeniu kariery zawodniczej trener koszykarski, od 2023 asystent trenera Toronto Raptors.
3 lipca 2022 został asystentem trenera Houston Rockets. 4 lipca 2023 dołączył do sztabu trenerskiego Toronto Raptors.

## Osiągnięcia
NCAA
- Zaliczony do I składu All-Pac-10 (1999)[3]

Drużynowe
- Mistrz[3]:
  - Euroligi (2007, 2009, 2011)
  - Grecji (2004–2011, 2014)
- Wicemistrz Grecji (2012)
- Brąz Euroligi (2005)
- 4. miejsce w Eurolidze (2012)
- Zdobywca[3]:
  - pucharu:
    - Grecji (2005–2009, 2012, 2014)
    - Turcji (2013)
    - Prezydenta Turcji (2013)

  - Superpucharu Belgii (2001)
- Finalista pucharu:
  - Grecji (2010, 2011)
  - Belgii (2001)

Indywidualne
- MVP[3]:
  - ligi greckiej (2010)
  - finałów ligi greckiej (2010)
  - miesiąca Euroligi (listopad 2006)
  - kolejki Euroligi (tydzień 10 – 2005/06, tydzień 7 – 2006/07, tydzień 6 TOP 16 – 2008/09)
- Lider strzelców finałów Euroligi (2011)
- Zaliczony do składów[3]:
  - All-Euroleague First Team (2011)
  - All-Euroleague Second Team (2012)
  - I piątki ligi greckiej (2007, 2009, 2010, 2011, 2012)
- 6-krotny uczestnik greckiego All-Star Game (2005, 2006, 2008–2011)[3]